# Valhalla (groupe)
Pour les articles homonymes, voir Valhalla (homonymie).
Valhalla est un groupe espagnol de heavy metal, originaire de Biscaye, au Pays basque.

## Histoire
Valhalla est formé en 1997 par Jevo (chant/guitare), Xabier Coto (guitare), Iván Valdemoros (basse) et Iván Corcuera (batterie). Trois mois seulement après leur premier concert, Xabier Coto quitte le groupe et est remplacé par Mikel Martinez. En 1998, la première démo Guardians of Metal sort. Le groupe accueille une nouvelle chanteuse, Javi « Patxa » Navarro, qui remplace Jevo. Le groupe a notamment joué en première partie de Metal Church lors de leur tournée espagnole.
Le premier album studio, Beyond the Underworld, sort en autoproduction. Cet album permet au groupe de signer un contrat d'enregistrement avec le label espagnol Zero Records. Le premier album pour la maison de disques est sorti en 2001 sous le titre Once Upon a Time. La couverture est réalisée par Derek Riggs. Après que Mikel Martinez et Ignacio « Jevo » Garamendi aient dû se partager les parties de basse sur cet album, un nouveau bassiste est trouvé en la personne de Chefy. Pour l'album Nightbreed, sorti en 2003, le groupe passe chez Goimusic. En raison d'une mauvaise distribution, le groupe passe à nouveau chez Grabasonic. Puis en 2004, ils jouent notamment à Séville et Cordoue. Le dernier opus en date, The Aftermath, sort en 2005,.
Le groupe revient sporadiquement sur scène depuis 2019, jouant notamment en 2020 aux côtés de El Reno Renardo, Los Cojones et Ad Eternum.

## Style musical
Valhalla joue un mélange de power metal européen moderne et de heavy metal traditionnel, typique de la nouvelle scène espagnole depuis le début du millénaire,. Les premiers albums de Helloween et Iron Maiden sont notamment des facteurs d'influence.

## Discographie
- 1998 : Guardians of Metal (démo)
- 2000 : Beyond the Underworld
- 2001 : Once Upon A Time
- 2003 : Nightbreed
- 2005 : The Aftermath